# Upernavik Airport
Upernavik Airport (Grönländska: Mittarfik Upernavik) är en flygplats i Grönland (Kungariket Danmark). Den ligger i den västra delen av Grönland, 1 000 km norr om huvudstaden Nuuk. Upernavik Airport ligger 126 meter över havet. Den ligger på ön Upernavik.
Närmaste större samhälle är Upernavik, 0,88 km väster om Upernavik Airport. Trakten runt Upernavik Airport är nära nog obefolkad, med mindre än två invånare per kvadratkilometer. Flygplatsen har en mycket kort landningsbana liknande flera andra på Grönland. Det går inrikes flygningar med propellerflygplan.

## Topografi
Terrängen runt Upernavik Airport är varierad. Havet är nära Upernavik Airport norrut. Trakten runt Upernavik Airport består i huvudsak av gräsmarker.